# ل سارس
ل سارس (به فرانسوی: Le Sars) یک کمون در فرانسه است که در پا-دو-کاله واقع شده‌است.

## خصوصیات
ل سارس ۵٫۱۱ کیلومترمربع مساحت و ۱۷۷ نفر جمعیت دارد و ۱۲۱ متر بالاتر از سطح دریا واقع شده‌است.